# Pablo Records
Pablo Records était  un label discographique américain créé par Norman Granz en 1972, quelque dix ans après qu'il eut vendu ses labels de jazz (y compris le mondialement connu Verve Records) à MGM Records.
Les enregistrements de Pablo étaient originellement ceux des artistes que Granz produisait : Ella Fitzgerald, Oscar Peterson et Joe Pass. Plus tard des enregistrements de Count Basie, John Coltrane, Dizzy Gillespie et Sarah Vaughan enrichirent le catalogue. Milt Jackson et Paulinho da Costa enregistrèrent pour Pablo Records du début des années 1970 au milieu des années 1980.
En 1987 le label fut acheté par Fantasy Records, qui continua à commercialiser des enregistrements jusqu'alors inédits sous l'étiquette Pablo[réf. nécessaire].

## Discographie

### 2308 series
| 2308201 | Bryant, Ray                               | Montreux '77                         |
| 2308202 | Flanagan, Tommy                           | Montreux '77                         |
| 2308203 | Eldridge, Roy                             | Montreux '77                         |
| 2308204 | Carter, Benny                             | Montreux '77                         |
| 2308205 | Jackson, Milt & Ray Brown                 | Montreux '77 Jam                     |
| 2308206 | Fitzgerald, Ella & Tommy Flanagan         | Montreux '77                         |
| 2308207 | Basie, Count                              | Montreux '77                         |
| 2308208 | Peterson, Oscar                           | Montreux '77                         |
| 2308209 | Basie, Count                              | Montreux '77 Jam                     |
| 2308210 | (Various Artists)                         | Pablo All Star Jam: Montreux '77     |
| 2308211 | Gillespie, Dizzy                          | Montreux '77 Jam                     |
| 2308212 | Pass, Joe                                 | Montreux '77 – Live                  |
| 2308213 | Peterson, Oscar                           | And The Bassists: Montreux '77       |
| 2308214 | Davis, Eddie                              | Montreux '77                         |
| 2308215 |                                           |                                      |
| 2308216 | Carter, Benny                             | Live And Well In Japan               |
| 2308217 | Coltrane, John                            | Paris Concert, The 1962              |
| 2308218 | Williams, Mary Lou                        | Solo Recital: Montreux '78           |
| 2308219 | Young, Lester                             | In Washington, DC 1956 1             |
| 2308220 | Grappelli, Stephane                       | Tivoli Gardens                       |
| 2308221 | Pass, Joe & Niels Henning Orsted Pedersen | Northsea Nights                      |
| 2308222 | Coltrane, John                            | European Tour, The                   |
| 2308223 | Fitzgerald, Ella et al                    | Digital III At Montreux              |
| 2308224 | Peterson, Oscar                           | Digital At Montreux                  |
| 2308225 | Young, Lester                             | In Washington, DC 1956 2             |
| 2308226 | Gillespie, Dizzy                          | Digital At Montreux 1980             |
| 2308227 | Coltrane, John                            | Bye Bye Blackbird                    |
| 2308228 | Young, Lester                             | In Washington, DC 1956 3             |
| 2308229 | Gillespie, Dizzy & Mongo Santamaria       | Summertime, Digital 1980             |
| 2308230 | Young, Lester                             | In Washington, DC 1956 4             |
| 2308231 | Peterson, Oscar                           | Nigerian Marketplace                 |
| 2308232 | Peterson, Oscar & Stephane Grappelli      | Skol - In Scandinavia                |
| 2308233 | Thielmans, Toots et al                    | Live In The Netherlands              |
| 2308234 | Fitzgerald, Ella                          | Ella à Nice                          |
| 2308235 | Jackson, Milt                             | Memories Of Thelonious Sphere Monk   |
| 2308236 |                                           |                                      |
| 2308237 | Edison, Harry                             | 'S Wonderful - Live At Club 33 Japan |
| 2308238 | Adderley, Cannonball                      | What Is This Thing Called Soul?      |
| 2308239 | Pass, Joe                                 | Live at Long Beach City College      |
| 2308240 | Jazz At The Philharmonic                  | Hartford, 1953                       |
| 2308241 | Peterson, Oscar                           | Good Life, The                       |
| 2308242 | Fitzgerald, Ella & Duke Ellington         | The Stockholm Concert, 1966          |
| 2308243 | Modern Jazz Quartet                       | Reunion At Budokan                   |
| 2308244 | Modern Jazz Quartet                       | Together Again! 1982                 |
| 2308245 | Ellington, Duke                           | Harlem                               |
| 2308246 | Basie, Count                              | Live in Japan '78                    |
| 2308247 | Ellington, Duke                           | In the Uncommon Market               |
| 2308248 |                                           |                                      |
| 2308249 | Pass, Joe                                 | University of Akron Concert          |